# Sandra Ikse
Sandra Ikse Bergman, född 8 april 1945 i Lübeck, är en svensk textilkonstnär; hon arbetar huvudsakligen med vävning av konstbilder i gobelängteknik och experiment i olika material, bland annat gör hon textiltryck.

## Biografi
Ikse är dotter till tandläkaren Janis Ikse och Irma Vaitnieks. Familjen flydde från hemstaden Riga i Lettland och bosatte sig i Göteborg 1947. Efter genomgången skolutbildning vid en kommunal flickskola i Göteborg 1958–1964 studerade hon textil vid Konstindustriskolan 1964–1968 och skulptur vid Valands konstskola 1968–1973. Sedan 1973 har Ikse varit verksam i egen ateljé samt på Konstepidemin i Göteborg. Hon uppbär statlig inkomstgaranti för konstnärer. År 2003 utnämndes hon till hedersdoktor vid Akademin Valand vid Göteborgs universitet.
Ikse har haft utställningar bland annat i Malmö Konsthall 1975, Göteborgs Konsthall 1977 och 1979, Borås konstmuseum 1974 och 1981, i Paris 1981, i Mexiko, Kanada och på Kuba 1976–1977, i USA och Finland 1983–1984, i Galleri Doktor Glas i Stockholm 1979, 1982 och 1985, i Galleri 54 i Göteborg 1984, på Düsseldorfs stadsmuseum 1986 samt i Lettland 1990.
Hon är representerad bland annat på Folkets hus i Göteborg, Statens kulturråd, Nationalmuseum i Stockholm, Düsseldorfs stadsmuseum, Röhsska museet i Göteborg samt på konstmuseerna i Borås, Göteborg, Eskilstuna, Kalmar och Västerås.